# Maulbronn
Maulbronn (phát âm tiếng Đức: [maʊ̯lˈbʁɔn]) là một đô thị nằm ở huyện Enz, thuộc bang Baden-Württemberg, miền nam nước Đức.